# Éterpigny (Pas-de-Calais)
Pour les articles homonymes, voir Éterpigny.
Éterpigny est une commune française située dans le département du Pas-de-Calais en région Hauts-de-France. Ses habitants sont appelés les Sterpiniens.
La commune fait partie de la communauté de communes Osartis Marquion qui regroupe 49 communes et compte 42 651 habitants en 2021.

## Géographie

### Localisation
Localisée dans le sud-est du département du Pas-de-Calais, Éterpigny est une commune de la vallée de la Sensée située, à vol d'oiseau, à 9 km a sud-ouest de la commune de Brebières et à 14 km à l'est de la commune d’Arras (chef-lieu d'arrondissement, préfecture du Pas-de-Calais et aire d'attraction).
Le territoire de la commune est limitrophe de ceux de cinq communes.
Les communes limitrophes sont  Dury, Haucourt, Rémy, Sailly-en-Ostrevent et Étaing.

### Géologie et relief
La superficie de la commune est de 3,49 km2 ; son altitude varie de 41  à   67 m.

### Hydrographie
Le territoire de la commune est situé dans le bassin Artois-Picardie.
La commune est traversée par quatre cours d'eau :
- la rivière la Sensée, d'une longueur de 27,07 km, qui prend sa source dans la commune de Saint-Léger et se jette dans le canal du Nord au niveau de la commune d'Arleux[4] ;

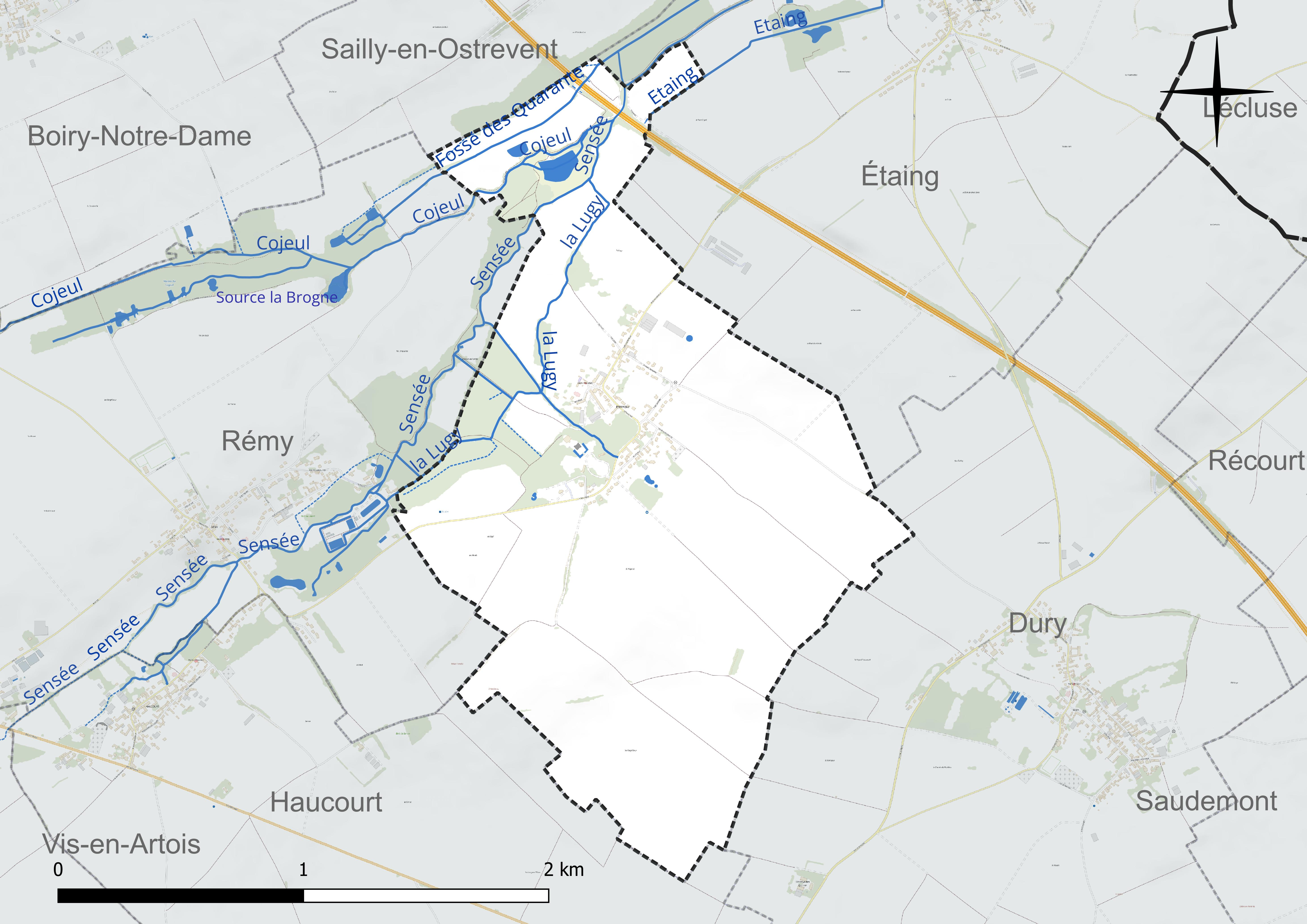
Réseau hydrographique d'Éterpigny.

- le Cojeul, d'une longueur de 25 km, qui prend sa source dans la commune de Douchy-lès-Ayette, se jette dans la Sensée au niveau de la commune[5] ;
- le fossé des quarante, d'une longueur de 1,45 km, qui prend sa source dans la commune de Rémy et finit sa course dans la commune d'Étaing[6].
- le ruisseau la Lugy[7].

### Climat
Pour des articles plus généraux, voir Climat des Hauts-de-France et Climat du Pas-de-Calais.
En 2010, le climat de la commune est de type climat océanique dégradé des plaines du Centre et du Nord, selon une étude du CNRS s'appuyant sur une série de données couvrant la période 1971-2000. En 2020, Météo-France publie une typologie des climats de la France métropolitaine dans laquelle la commune est exposée à un climat océanique et est dans la région climatique Nord-est du bassin Parisien, caractérisée par un ensoleillement médiocre, une pluviométrie moyenne régulièrement répartie au cours de l’année et un hiver froid (3 °C).
Pour la période 1971-2000, la température annuelle moyenne est de 10,4 °C, avec une amplitude thermique annuelle de 14,6 °C. Le cumul annuel moyen de précipitations est de 705 mm, avec 11,7 jours de précipitations en janvier et 9,1 jours en juillet. Pour la période 1991-2020, la température moyenne annuelle observée sur la station météorologique la plus proche, située sur la commune de Wancourt à 8 km à vol d'oiseau, est de 10,8 °C et le cumul annuel moyen de précipitations est de 711,4 mm,. Pour l'avenir, les paramètres climatiques de la commune estimés pour 2050 selon différents scénarios d'émission de gaz à effet de serre sont consultables sur un site dédié publié par Météo-France en novembre 2022.

### Paysages
Pour un article plus général, voir Paysage en France.
La commune est située dans le paysage régional des grands plateaux artésiens et cambrésiens tel que défini dans l’atlas des paysages de la région Nord-Pas-de-Calais, conçu par la direction régionale de l'Environnement, de l'Aménagement et du Logement (DREAL),. Ce paysage régional, qui concerne 238 communes, est dominé par les « grandes cultures » de céréales et de betteraves industrielles qui représentent 70 % de la surface agricole utilisée (SAU).

### Milieux naturels et biodiversité

#### Zone naturelle d'intérêt écologique, faunistique et floristique
L’inventaire des zones naturelles d'intérêt écologique, faunistique et floristique (ZNIEFF) a pour objectif de réaliser une couverture des zones les plus intéressantes sur le plan écologique, essentiellement dans la perspective d’améliorer la connaissance du patrimoine naturel national et de fournir aux différents décideurs un outil d’aide à la prise en compte de l’environnement dans l’aménagement du territoire.
Le territoire communal comprend une ZNIEFF de type 2 : le complexe écologique de la vallée de la Sensée. Cette ZNIEFF de la vallée de la Sensée s’étend sur plus de 20 kilomètres depuis les communes de Remy et Haucourt jusqu’à la confluence de la rivière canalisée avec l’Escaut. Elle forme une longue dépression à fond tourbeux, creusée entre des plateaux aux larges ondulations ; Ostrevent au Nord, bas-Artois au Sud et Cambrésis à l’Est.

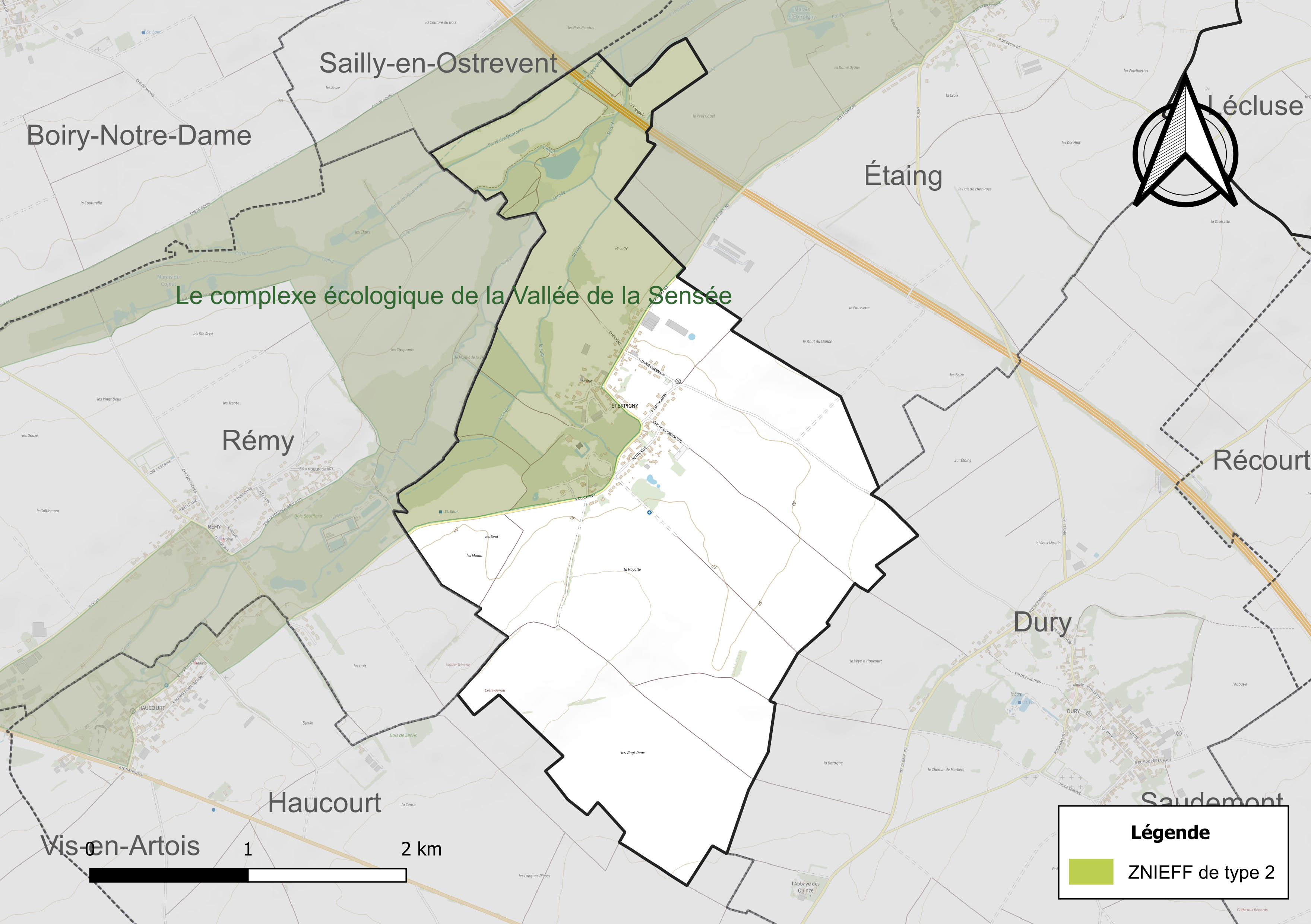
Carte de la ZNIEFF sur la commune.

## Urbanisme

### Typologie
Au 1er janvier 2024, Éterpigny est catégorisée commune rurale à habitat dispersé, selon la nouvelle grille communale de densité à sept niveaux définie par l'Insee en 2022.
Elle est située hors unité urbaine. Par ailleurs la commune fait partie de l'aire d'attraction d'Arras, dont elle est une commune de la couronne,. Cette aire, qui regroupe 163 communes, est catégorisée dans les aires de 50 000 à moins de 200 000 habitants,.

### Occupation des sols
L'occupation des sols de la commune, telle qu'elle ressort de la base de données européenne d’occupation biophysique des sols Corine Land Cover (CLC), est marquée par l'importance des territoires agricoles (82,1 % en 2018), en diminution par rapport à 1990 (91,7 %). La répartition détaillée en 2018 est la suivante : 
terres arables (82,1 %), zones urbanisées (8,2 %), milieux à végétation arbustive et/ou herbacée (6,9 %), forêts (2,9 %). L'évolution de l’occupation des sols de la commune et de ses infrastructures peut être observée sur les différentes représentations cartographiques du territoire : la carte de Cassini (XVIIIe siècle), la carte d'état-major (1820-1866) et les cartes ou photos aériennes de l'IGN pour la période actuelle (1950 à aujourd'hui).

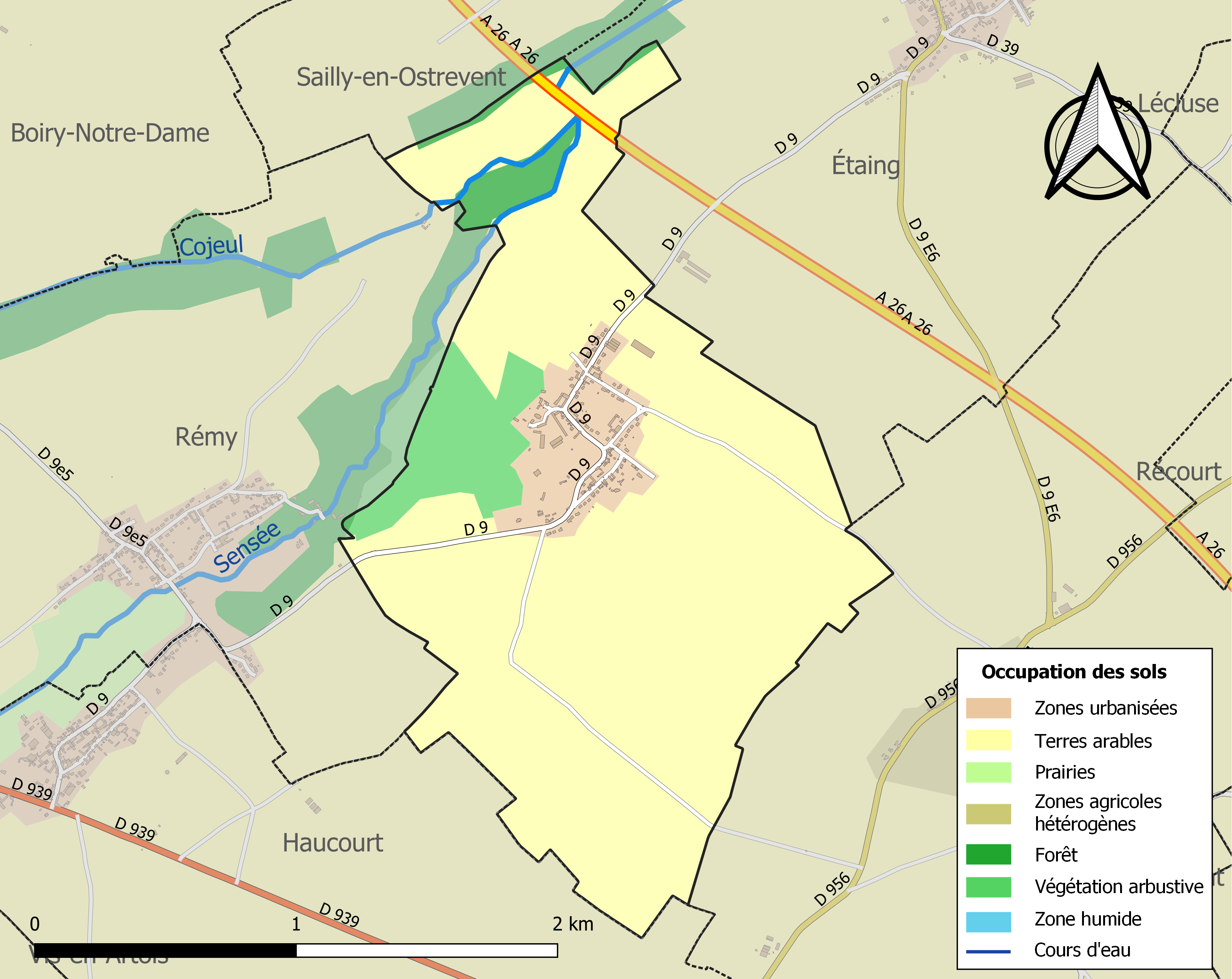
Carte des infrastructures et de l'occupation des sols de la commune en 2018 (CLC).

### Voies de communication et transports

#### Voies de communication
La commune est desservie par la route départementale D 9.

#### Transport ferroviaire
La commune se trouve à 16 km, à l'est, de la gare d'Arras, située sur la ligne de Paris-Nord à Lille, desservie par des TGV inOui et des trains régionaux du réseau TER Hauts-de-France.

## Toponymie
Le nom de la localité est attesté sous les formes Sterpeniæ en 1089 ; Sterpiniiz au XIIe siècle ; Estrepignies en 1269 ; Estierpignies en 1297 ; Esterpignies en 1322 ; Esterpingnies en 1288 ; Strepignies en 1399 ; Stirpigniacum au XIVe siècle ; Estrepaignes en 1515 ; Trepigny en 1699 ; Esterpigny en 1720 ; Éterpigny au XVIIIe siècle, Eterpigny en 1793 ; Elerphigny et Éterpigny depuis 1801.
Voir Étrépagny.

## Histoire
(i) celle d'Artois, sur laquelle Saint-Vaast avait des prétentions, appartenait à la famille de Coupigny ; 
(ii) la seigneurie du péage, avec le manoir féodal, relevait du château d'Arras et fut le patrimoine des seigneurs de Rémy jusqu'en 1668 ;
(iii) le fief de Ligny, qui relevait du Cambraisis. 
En 1789, le château du Péage appartient à Théodore-François de Cornouailles, qui l'a probablement fait reconstruire peu de temps avant la Révolution, comme en témoigne la date « 1786 » figurant sur le pigeonnier en brique, rare vestige d'avant la Première Guerre mondiale.
En 1803, le château est acquis par Jacques Vaillant, ancien membre du Conseil d'Artois, député du Tiers en 1789 et membre de l'Assemblée constituante puis du Conseil des Anciens. Jacques Vaillant devient le premier président du conseil général du Pas-de-Calais en 1800. Maire d'Arras (nommé) de 1804 à sa mort en 1813, il reçoit le titre de baron d'Empire. 
Son gendre Pierre-Mathias Wartelle (1773-1856) lui succède à la mairie d'Arras (jusqu'en 1815) ainsi qu'au château d'Éterpigny et devient lui-même baron d'Empire par réversion du titre de son beau-père. Il prend le nom de Wartelle d'Herlincourt (du nom de l'ancien domaine de sa famille dans le canton de Saint-Pol, confisqué sous la Révolution) et est député du Pas-de-Calais de 1816 à 1824.
Éterpigny connaît son apogée de la monarchie de Juillet à la Première Guerre mondiale, grâce à un haras de chevaux boulonnais créé par Léon Wartelle d'Herlincourt (fils du précédent). Élu député bonapartiste en 1846 et président de la Société d'Agriculture du Pas-de-Calais, lui et ses descendants font d'Éterpigny l'élevage de boulonnais le plus connu en France au début du XXe siècle (cf. Les races chevalines françaises et anglaises - comte de Comminges - 1913). Un bâtiment d'écuries de plus de 100 m de long en témoigne encore aujourd'hui.
Éterpigny souffre particulièrement de la Première Guerre mondiale et est occupée par les Allemands de 1914 à 1918. Arras, située à 15 km à l'ouest, est reconquise et tenue par les Anglais à compter de la bataille de la Marne en 1914, de sorte que la ligne de front et de bombardements se situe pendant quatre ans à quelques kilomètres d'Éterpigny. Le haras est vidé sur ordre du Kronprinz (fils aîné du Kaiser Guillaume II) et le château incendié par les Allemands en 1917. Ce qui reste du village est presque entièrement détruit pendant l'offensive anglo-canadienne de mars-avril 1918.
Le haras de boulonnais ne se relève pas de la Première Guerre mondiale mais le château est reconstruit par l'architecte Maurice Boutterin de 1923 à 1926 sous la houlette de Léon Wartelle d'Herlincourt (petit-fils du précédent) maire d'Éterpigny pendant et après la guerre.
Le château, racheté en 2016, sera entièrement rénové en un lieu de réception et de chambres d’hôtes sous le nom « Le Clos Barthélémy-Château d’Eterpigny ».
Le village est également reconstruit, selon un plan substantiellement modifié par rapport à celui d'avant-guerre. 
De 1940 à 1944, le château est de nouveau occupé et sert de logement à des aviateurs allemands affectés à la base aérienne de Vitry-en-Artois.

### Première Guerre mondiale
La commune est décorée de la croix de guerre 1914-1918 par décret du 23 septembre 1920, distinction également attribuée à 276 autres communes du Pas-de-Calais.

## Politique et administration

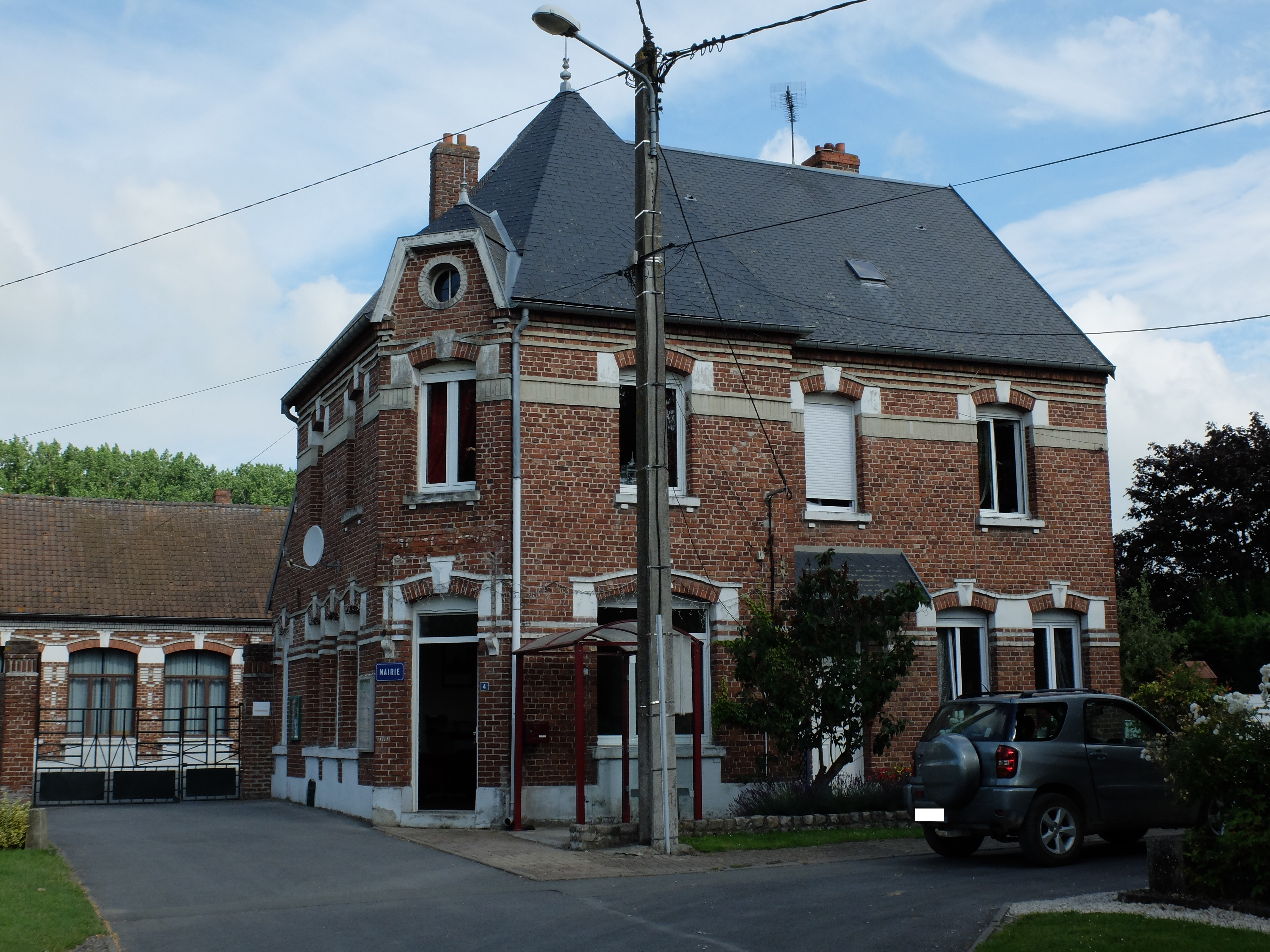
La mairie.

### Découpage territorial
La commune se trouve dans l'arrondissement d'Arras du département du Pas-de-Calais, depuis 1801.

#### Commune et intercommunalités
La commune est membre de la communauté de communes Osartis Marquion.

#### Circonscriptions administratives
La commune est rattachée au canton de Brebières. Avant le redécoupage cantonal de 2014, elle était, depuis 1801, rattachée au canton de Vitry-en-Artois.

#### Circonscriptions électorales
Pour l'élection des députés, la commune fait partie de la première circonscription du Pas-de-Calais.

### Élections municipales et communautaires

#### Liste des maires
| Période                                  | Période                       | Identité         | Étiquette | Qualité                                           |
| ---------------------------------------- | ----------------------------- | ---------------- | --------- | ------------------------------------------------- |
| Les données manquantes sont à compléter. |                               |                  |           |                                                   |
| avant 1988                               | ?                             | Albert Duquenne  |           |                                                   |
| 1989                                     | 2008                          | François Dépret  |           |                                                   |
| mars 2008                                | 2020                          | Régis Baes       | LR        | Retraité agricole Réélu pour le mandat 2014-2020, |
| 26 mai 2020                              | En cours (au 19 février 2022) | Thomas Meurillon |           | Artisan Réélu pour le mandat 2020-2026,           |

## Équipements et services publics

### Espaces publics
La commune fait partie des villages labellisés Village Patrimoine, qui œuvrent à mettre en avant leurs patrimoines matériels et/ou immatériels (historique, culturel, naturel, architectural, etc.).

### Enseignement
La commune est située dans l'académie de Lille et dépend, pour les vacances scolaires, de la zone B.
La commune administre l'école élémentaire « Sensée - Cojeul »  en regroupement pédagogique intercommunal (RPI 37).

### Justice, sécurité, secours et défense
La commune dépend du tribunal judiciaire d'Arras, du conseil de prud'hommes d'Arras, de la cour d'appel de Douai, du tribunal de commerce d'Arras, du tribunal administratif de Lille, de la cour administrative d'appel de Douai, du pôle nationalité du tribunal judiciaire d’Arras et du tribunal pour enfants d'Arras.

## Population et société

### Démographie
Les habitants sont appelés les Sterpiniens.

#### Évolution démographique
L'évolution du nombre d'habitants est connue à travers les recensements de la population effectués dans la commune depuis 1793. Pour les communes de moins de 10 000 habitants, une enquête de recensement portant sur toute la population est réalisée tous les cinq ans, les populations de référence des années intermédiaires étant quant à elles estimées par interpolation ou extrapolation. Pour la commune, le premier recensement exhaustif entrant dans le cadre du nouveau dispositif a été réalisé en 2007.

En 2022, la commune comptait 254 habitants, en évolution de −1,17 % par rapport à 2016 (Pas-de-Calais : −0,72 %, France hors Mayotte : +2,11 %).
| 1793 | 1800 | 1806 | 1821 | 1831 | 1836 | 1841 | 1846 | 1851 |
| ---- | ---- | ---- | ---- | ---- | ---- | ---- | ---- | ---- |
| 264  | 272  | 296  | 337  | 380  | 358  | 325  | 296  | 347  |

| 1856 | 1861 | 1866 | 1872 | 1876 | 1881 | 1886 | 1891 | 1896 |
| ---- | ---- | ---- | ---- | ---- | ---- | ---- | ---- | ---- |
| 366  | 317  | 324  | 326  | 303  | 277  | 260  | 270  | 247  |

| 1901 | 1906 | 1911 | 1921 | 1926 | 1931 | 1936 | 1946 | 1954 |
| ---- | ---- | ---- | ---- | ---- | ---- | ---- | ---- | ---- |
| 257  | 233  | 180  | 100  | 130  | 116  | 108  | 119  | 128  |

| 1962 | 1968 | 1975 | 1982 | 1990 | 1999 | 2006 | 2007 | 2012 |
| ---- | ---- | ---- | ---- | ---- | ---- | ---- | ---- | ---- |
| 123  | 119  | 123  | 158  | 202  | 167  | 213  | 219  | 244  |

| 2017 | 2022 | - | - | - | - | - | - | - |
| ---- | ---- | - | - | - | - | - | - | - |
| 258  | 254  | - | - | - | - | - | - | - |

#### Pyramide des âges
En 2018, le taux de personnes d'un âge inférieur à 30 ans s'élève à 34,1 %, soit en dessous de la moyenne départementale (36,7 %). De même, le taux de personnes d'âge supérieur à 60 ans est de 24,1 % la même année, alors qu'il est de 24,9 % au niveau départemental.
En 2018, la commune comptait 128 hommes pour 130 femmes, soit un taux de 50,39 % de femmes, légèrement inférieur au taux départemental (51,5 %).
Les pyramides des âges de la commune et du département s'établissent comme suit.
| Hommes | Classe d’âge | Femmes |
| ------ | ------------ | ------ |
| 0,0    | 90 ou +      | 0,8    |
| 3,1    | 75-89 ans    | 4,6    |
| 21,1   | 60-74 ans    | 18,5   |
| 17,2   | 45-59 ans    | 15,4   |
| 25,0   | 30-44 ans    | 26,2   |
| 13,3   | 15-29 ans    | 13,8   |
| 20,3   | 0-14 ans     | 20,8   |

| Hommes | Classe d’âge | Femmes |
| ------ | ------------ | ------ |
| 0,5    | 90 ou +      | 1,6    |
| 5,6    | 75-89 ans    | 8,9    |
| 16,7   | 60-74 ans    | 18,1   |
| 20,2   | 45-59 ans    | 19,2   |
| 18,9   | 30-44 ans    | 18,1   |
| 18,2   | 15-29 ans    | 16,2   |
| 19,9   | 0-14 ans     | 17,9   |

## Culture locale et patrimoine

### Lieux et monuments
- L'église Saint-Martin.
- Le monument aux morts[39].
- La stèle en hommage  au capitaine Bowen.
- Le cimetière militaire d'Éterpigny.

L'église.
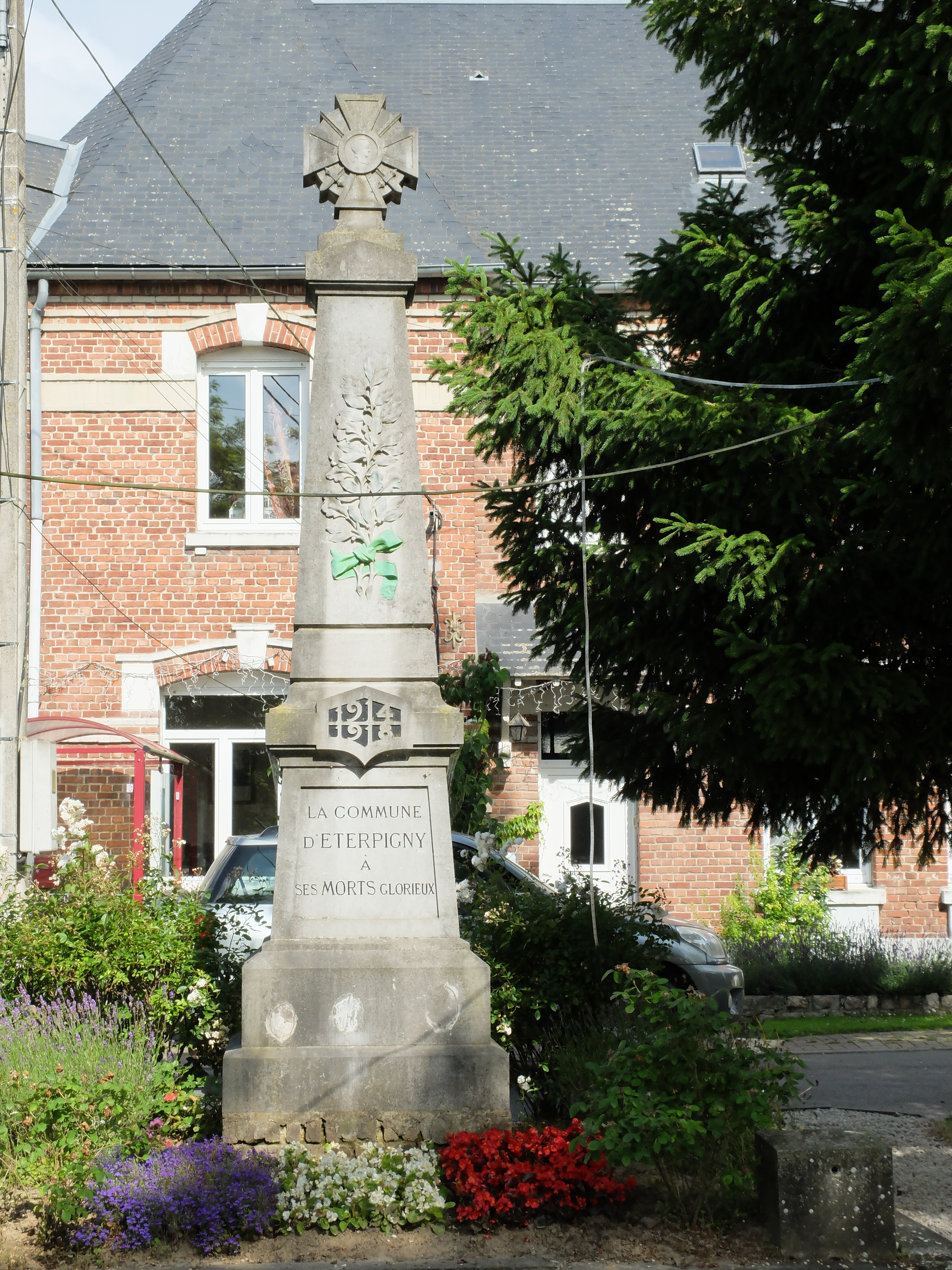
Le monument aux morts.
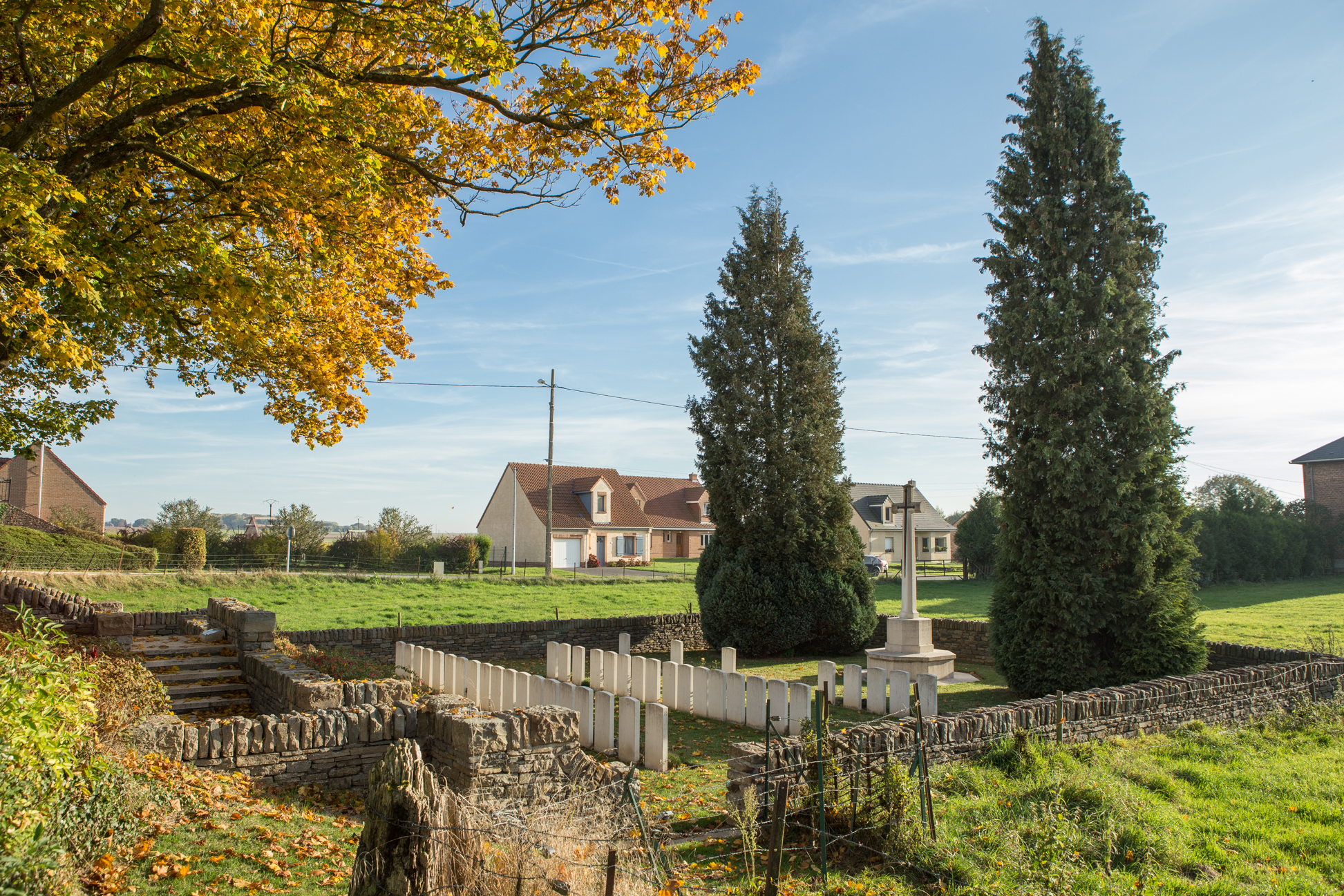
Le cimetière militaire britannique.

### Personnalités liées à la commune
- Pierre Mathias Joseph Wartelle (1773-1856), homme politique, possédait une résidence dans la commune.
- Léon-Marie Wartelle d'Herlincourt (1806-1866) (fils de Pierre Mathias Joseph Wartelle), homme politique, maire de la commune, mort dans la commune.

### Héraldique
| Blason de Éterpigny | Blason  | D'argent à l'arbre de sinople ; au chef du même. |
| Blason de Éterpigny | Détails | La présence de l'arbre vient de l'hypothèse de l'origine du nom de la localité du latin stirps, qui désigne la souche d'un arbre ; Sterpinium (terrain plein de souches) et qui aurait donné Eterpigny. Adopté par la municipalité. |

## Pour approfondir